# Mananjary Airport
Mananjary Airport är en flygplats i Madagaskar. Den ligger i den sydöstra delen av landet, 270 km söder om huvudstaden Antananarivo. Mananjary Airport ligger 6 meter över havet.
Terrängen runt Mananjary Airport är platt. Havet är nära Mananjary Airport åt sydost.  Närmaste större samhälle är Mananjary, 3,6 km sydväst om Mananjary Airport. 